# Liocarcinus vernalis
Il granchio di sabbia (Liocarcinus vernalis Risso, 1827 (nome valido per SeaLifeBase))  (Polybius vernalis Risso, 1827 (nome valido per WoRMS)), è un granchio appartenente alla famiglia Polybiidae.

## Descrizione
Carapace fino a 40 millimetri di larghezza, tipicamente grigio-giallo e con peluria sporadica. Il segmento terminale della quarta zampa posteriore è appiattito, e viene utilizzato per scavare una fossa in cui il granchio si nasconde.

## Distribuzione
Si trova comunemente su fondali sabbiosi del Mar Mediterraneo, dai 2 ai 30 metri di profondità (ma anche più a fondo).

## Specie affini
L. vernalis è spesso confuso con  Liocarcinus holsatus e Liocarcinus marmoreus.